# Visegrad 4 Bicycle Race Grand Prix Czech Republic
Visegrad 4 Bicycle Race Grand Prix Czech Republic – kolarski wyścig jednodniowy rozgrywany corocznie od 2014 w Czechach. Od początku istnienia znajduje się w kalendarzu UCI Europe Tour z kategorią 1.2. Wspólnie z wyścigami o Grand Prix Polski, Słowacji i Węgier tworzy cykl Visegrad 4 Bicycle Race.

## Zwycięzcy
Opracowano na podstawie:
| Rok  | Pierwsze         | Drugie                | Trzecie            |          |
| ---- | ---------------- | --------------------- | ------------------ | -------- |
| 2014 | Josef Černý      | Kamil Gradek          | Alessandro Mazzi   |          |
| 2015 | Paweł Bernas     | Jiří Polnický         | Ołeksandr Poływoda |          |
| 2016 | Marek Rutkiewicz | Jiří Polnický         | Michael Kukrle     |          |
| 2017 | Rok Korošec      | Sylwester Janiszewski | Josef Černý        |          |
| 2018 | Alois Kaňkovský  | Maciej Paterski       | Rok Korošec        |          |
| 2020 | odwołany         | odwołany              | odwołany           | odwołany |
| 2021 | Adam Ťoupalík    | Daniel Turek          | Karel Camrda       |          |
| 2022 | Adam Ťoupalík    | Jakub Kaczmarek       | Jan Kašpar         |          |
| 2023 | Adam Ťoupalík    | Maciej Paterski       | Márton Dina        |          |
| 2024 | Martin Voltr     | Barnabás Peák         | Paweł Szóstka      |          |